# Jacques Fouroux
Jacques Fouroux (* 24. Juli 1947 in Auch; † 17. Dezember 2005 ebenda) war Nationalspieler, Kapitän und Trainer der französischen Rugby-Union-Nationalmannschaft. Er selbst spielte auf der Position des Gedrängehalbs (Nr. 9) und trug den Spitznamen „der kleine Korporal“.
Insgesamt kam er 27 Mal im Nationalteam zum Einsatz. Ab der Saison 1980/81 war er zehn Jahre Coach des Nationalteams. Danach war er Trainer des FC Grenoble, die mit ihm erst im Finale der französischen Meisterschaft scheiterten. Es folgte eine Zeit in Paris, in der er einen Rugby-League-Club etablieren wollte und eine Phase beim italienischen Erstligisten L’Aquila.
Er starb 2005 im Alter von 58 Jahren an einem Herzinfarkt.
| Personendaten    | Personendaten                                                                      |
| ---------------- | ---------------------------------------------------------------------------------- |
| NAME             | Fouroux, Jacques                                                                   |
| KURZBESCHREIBUNG | französischer Kapitän und Trainer der französischen Rugby-Union-Nationalmannschaft |
| GEBURTSDATUM     | 24. Juli 1947                                                                      |
| GEBURTSORT       | Auch                                                                               |
| STERBEDATUM      | 17. Dezember 2005                                                                  |
| STERBEORT        | Auch                                                                               |